# James Dixon

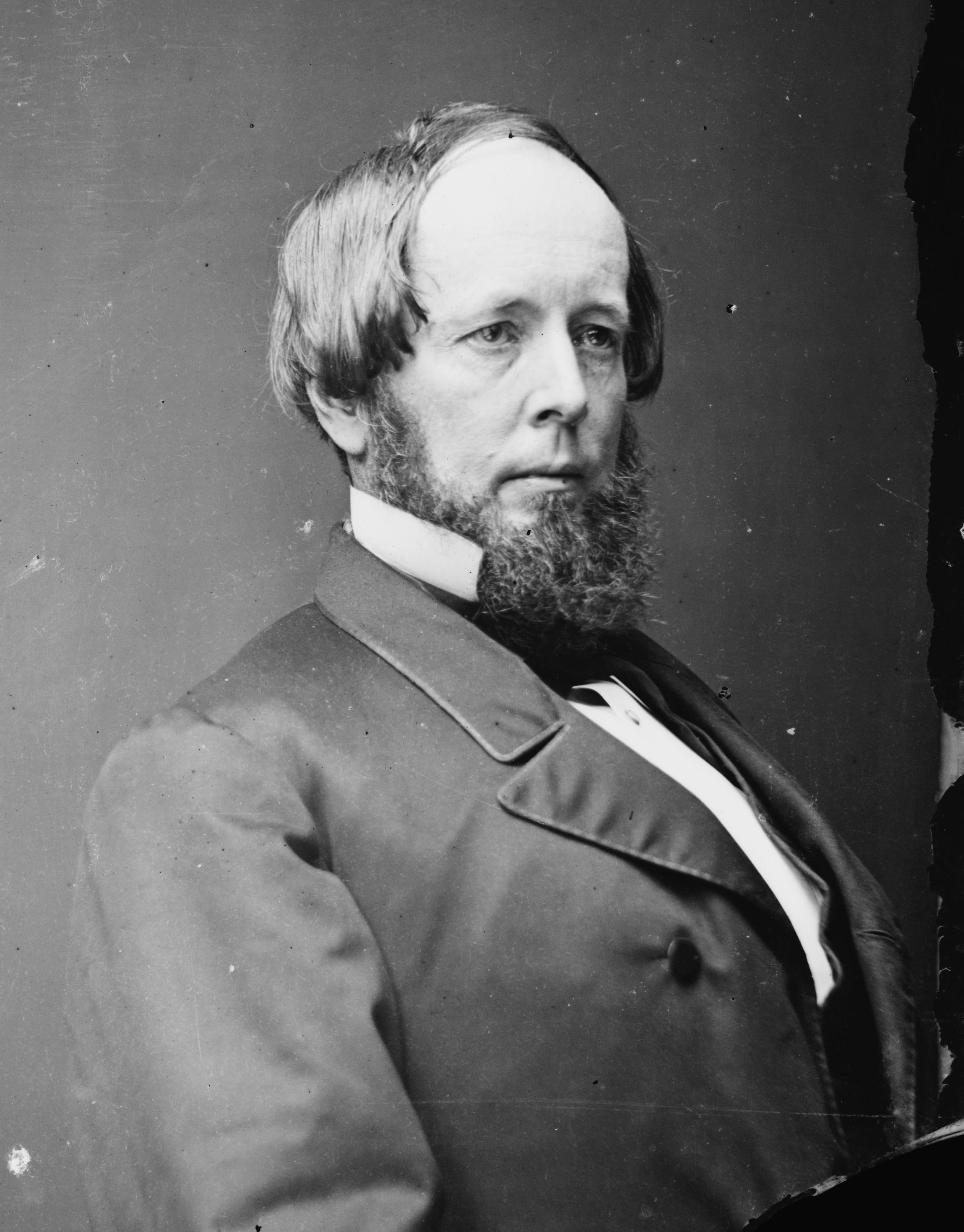
James Dixon

James Dixon (* 5. August 1814 in Enfield, Hartford County, Connecticut; † 27. März 1873 in Hartford, Connecticut) war ein US-amerikanischer Politiker, der den Bundesstaat Connecticut in beiden Kammern des Kongresses vertrat und allen drei großen politischen Parteien seiner Zeit angehörte.
Nach dem Besuch der weiterführenden Schule nahm Dixon ein Jura-Studium am Williams College in Williamstown (Massachusetts) auf, wo er 1834 graduierte. Wenig später wurde er auch in die Anwaltskammer aufgenommen und arbeitete fortan als Jurist in seiner Heimatstadt.
Die politische Karriere von James Dixon begann mit der Mitgliedschaft im Repräsentantenhaus von Connecticut von 1837 bis 1838; 1837 war er dort der Speaker. 1844 wurde er erneut in die Kammer gewählt. Zwischenzeitlich zog er 1839 nach Hartford um. Ursprünglich gehörte Dixon der Whig Party an, für die er 1845 ins Repräsentantenhaus der Vereinigten Staaten einzog. Nach vier Jahren verließ er den Kongress erstmals 1849.
1854 saß er für eine weitere Amtsperiode im Parlament von Connecticut. Im selben Jahr unterlag er beim Versuch, in den US-Senat gewählt zu werden; die ihm angetragene Kandidatur als Gouverneur von Connecticut lehnte er derweil ab. Erst 1856 gelang es dem mittlerweile zu den Republikanern gewechselten Dixon, einen Senatssitz zu erringen. Diesen hatte er vom 4. März 1857 bis zum 3. März 1869 inne. In dieser Zeit war er Vorsitzender des Ausschusses zur Überwachung der Senatsausgaben; außerdem gehörte er den Ausschüssen für den District of Columbia sowie für Postangelegenheiten an. 1868 verpasste er die Wiederwahl; im selben Jahr scheiterte auch seine erneute Kandidatur für das US-Repräsentantenhaus. Diesmal war er als Demokrat angetreten.
1869 sollte James Dixon zum US-Botschafter in Russland berufen werden, doch er lehnte ab. Er zog es vor, seinen literarischen Interessen nachzugehen und viel zu reisen.